# Championnat d'Islande de football 2003
Navigation
Saison précédente Saison suivante
La saison 2003 du Championnat d'Islande de football était la 92e édition de la première division islandaise. Les 10 clubs jouent les uns contre les autres lors de rencontres disputées en matchs aller et retour.
Le KR Reykjavik, tenant du titre, a tenté de le conserver face aux neuf meilleurs clubs du pays.
C'est le KR Reykjavik qui finit une nouvelle fois en tête du championnat. Le club remporte le 24e titre de champion d'Islande de son histoire.
En bas du classement, les deux clubs promus, le þrottur Reykjavik et le Valur Reykjavik redescendent immédiatement en 2. Deild. C'est la première fois depuis 1986 qu'aucun des deux promus n'arrive à se maintenir parmi l'élite.

## Les 10 clubs participants
| \| Reykjavik : · KR - Fram - Fylkir - þrottur - Valur KA Akureyri ÍA Akranes ÍBV Vestmannaeyjar UMF Grindavík FH Hafnarfjörður \| Clubs participants |
| Reykjavik : · KR - Fram - Fylkir - þrottur - Valur KA Akureyri ÍA Akranes ÍBV Vestmannaeyjar UMF Grindavík FH Hafnarfjörður                          |

| Club               | Classement 2002 | Stade            | Ville          |
| ------------------ | --------------- | ---------------- | -------------- |
| ÍA Akranes         | 5               | Akranesvöllur    | Akranes        |
| FH Hafnarfjörður   | 6               | Kaplakriki       | Hafnarfjörður  |
| Fram Reykjavik     | 8               | Laugardalsvöllur | Reykjavik      |
| Fylkir Reykjavik   | 2               | Laugardalsvöllur | Reykjavik      |
| UMF Grindavík      | 3               | Grindavíksvöllur | Grindavík      |
| KR Reykjavik       | 1               | KR-völlur        | Reykjavik      |
| KA Akureyri        | 4               | Akureyrarvöllur  | Akureyri       |
| þrottur Reykjavik  | 2. Deild        | Valbjarnarvöllur | Reykjavik      |
| Valur Reykjavik    | 2. Deild        | Hlíðarendi       | Reykjavik      |
| ÍBV Vestmannaeyjar | 7               | Hásteinsvöllur   | Vestmannaeyjar |

## Compétition

### Classement
Le barème de points servant à établir le classement se décompose ainsi :
- Victoire : 3 points
- Match nul : 1 point
- Défaite : 0 point

| Rang | Équipe              | Pts | J  | G  | N | P  | Bp | Bc | Diff |
| ---- | ------------------- | --- | -- | -- | - | -- | -- | -- | ---- |
| 1    | KR Reykjavik T      | 33  | 18 | 10 | 3 | 5  | 28 | 27 | +1   |
| 2    | FH Hafnarfjörður    | 30  | 18 | 9  | 3 | 6  | 36 | 24 | +12  |
| 3    | ÍA Akranes C        | 30  | 18 | 8  | 6 | 4  | 27 | 21 | +6   |
| 4    | Fylkir Reykjavik    | 29  | 18 | 9  | 2 | 7  | 29 | 24 | +5   |
| 5    | ÍBV Vestmannaeyjar  | 24  | 18 | 7  | 3 | 8  | 25 | 25 | 0    |
| 6    | UMF Grindavík       | 23  | 18 | 7  | 2 | 9  | 24 | 31 | -7   |
| 7    | Fram Reykjavik      | 23  | 18 | 7  | 2 | 9  | 22 | 30 | -8   |
| 8    | KA Akureyri         | 22  | 18 | 6  | 4 | 8  | 29 | 27 | +2   |
| 9    | Þrottur Reykjavik P | 22  | 18 | 7  | 1 | 10 | 27 | 29 | -2   |
| 10   | Valur Reykjavik P   | 20  | 18 | 6  | 2 | 10 | 24 | 33 | -9   |

|  | Qualifié pour la Ligue des champions 2004-2005 |
|  | Qualifié pour la Coupe UEFA 2004-2005          |
|  | Qualifié pour la Coupe Intertoto 2004          |
|  | Relégation en 2. Deild                         |

### Matchs
| Résultats (▼dom., ►ext.)                                   | FH  | ÍA  | KA  | ÍBV | Fram | Fylk | þrot | Val | Grin | KR  |
| FH Hafnarfjörður                                           |     | 1-1 | 3-2 | 2-1 | 2-3  | 1-2  | 1-4  | 4-0 | 2-1  | 7-0 |
| ÍA Akranes                                                 | 0-0 |     | 1-1 | 0-3 | 2-1  | 1-1  | 3-1  | 2-0 | 2-1  | 2-3 |
| KA Akureyri                                                | 0-0 | 2-3 |     | 3-1 | 0-1  | 2-1  | 3-0  | 1-2 | 1-2  | 3-0 |
| ÍBV Vestmannaeyjar                                         | 1-3 | 1-1 | 2-3 |     | 5-0  | 1-0  | 1-1  | 2-1 | 1-0  | 0-0 |
| Fram Reykjavik                                             | 1-0 | 0-0 | 2-3 | 2-1 |      | 1-2  | 1-0  | 2-1 | 2-0  | 1-1 |
| Fylkir Reykjavik                                           | 3-0 | 0-1 | 1-0 | 3-0 | 3-1  |      | 1-5  | 6-2 | 2-0  | 2-1 |
| Þrottur Reykjavik                                          | 0-3 | 1-3 | 3-1 | 2-0 | 2-1  | 2-1  |      | 0-1 | 2-3  | 1-2 |
| Valur Reykjavik                                            | 2-3 | 1-3 | 2-2 | 4-1 | 2-0  | 1-0  | 0-1  |     | 1-2  | 1-1 |
| UMF Grindavík                                              | 1-3 | 3-2 | 1-1 | 0-2 | 3-2  | 1-1  | 2-1  | 1-2 |      | 1-3 |
| KR Reykjavik                                               | 2-1 | 1-0 | 2-1 | 0-2 | 3-1  | 4-0  | 2-1  | 2-1 | 1-2  |     |
| - Victoire à domicile - Match nul - Victoire à l'extérieur |     |     |     |     |      |      |      |     |      |     |

## Bilan de la saison
| Tableau d'Honneur                 |              |
| Compétition                       | Vainqueur    |
| Championnat d'Islande de football | KR Reykjavik |
| Coupe d'Islande de football       | ÍA Akranes   |
| Coupe de la Ligue                 | ÍA Akranes   |
| Supercoupe d'Islande de football  | KR Reykjavik |

| Qualifications européennes    |                             |
| Ligue des champions 2004-2005 | Qualifié                    |
| 1er tour préliminaire         | KR Reykjavik                |
| Coupe UEFA 2004-2005          | Qualifiés                   |
| 1er tour préliminaire         | FH Hafnarfjörður ÍA Akranes |
| Coupe Intertoto 2004          | Qualifié                    |
| 1er tour                      | Fylkir Reykjavik            |

| Promotion et relégation |                                   |
| Relégués en 2. Deild    | þrottur Reykjavik Valur Reykjavik |
| Promus en 1. Deild      | Vikingur Reykjavik ÍBK Keflavík   |

## Meilleurs buteurs
| # | Buteurs                   | Clubs              | Nb de Buts |
| - | ------------------------- | ------------------ | ---------- |
| 1 | Björgolfur Takefusa       | þrottur Reykjavik  | 13         |
| 1 | Gunnar Heiðar þorvaldsson | ÍBV Vestmannaeyjar | 13         |
| 1 | Sören Hermansen           | þrottur Reykjavik  | 13         |
| 4 | Steinar Tenden            | KA Akureyri        | 9          |
| 5 | Johann Hreiðarsson        | Valur Reykjavik    | 8          |
| 5 | Allan Borgvardt           | FH Hafnarfjörður   | 8          |